# شانون لوشيو
شانون لوشيو بالإنجليزية: Shannon Lucio ممثلة أمريكية ولدت في سانت أنتونيو, ولاية تكساس، الولايات المتحدة الأمريكية في 17 أغسطس 1980.

## أعمالها

### أفلام
- The Cantina Bar Tales (2007)
- Graduation (2006)
- A House Divided (2006)
- Youthanasia (2005)
- Spring Break Shark Attack (2005)
- Starkweather (2004)

### مسلسلات
- Prison Break4(2008)
- 9th Annual Prism Awards (2005)
- The O.C.
- CSI: Miami
- The Division
- NYPD Blue
- ER

## وصلات خارجية
- شانون لوشيو على موقع IMDb (الإنجليزية)
- شانون لوشيو على موقع ألو سيني (الفرنسية)
- شانون لوشيو على موقع أول موفي (الإنجليزية)
- شانون لوشيو على موقع قاعدة بيانات الفيلم (الإنجليزية)
- شانون لوشيو على موقع كينوبويسك (الروسية)

محبي شانون